# Posvátná místa Království českého
Posvátná místa Království českého : dějiny a popsání chrámů, kaplí, posvátných soch, klášterů i jiných pomníků katolické víry a nábožnosti v Království českém byla nedokončená série soupisů, které zpracoval biskup Antonín Podlaha a kterou vydal v edici Dědictví Svatojanské spolek Dědictví sv. Jana Nepomuckého v letech 1907–1913.

## Vydané díly
| číslo | vikariáty                                              | rok vydání | číslo svazku Knih Dědictví Svatojanského | počet stran |
| ----- | ------------------------------------------------------ | ---------- | ---------------------------------------- | ----------- |
| I     | Českobrodský, Černokostelecký, Mnichovický a Prosecký. | 1907       | 97                                       | 319         |
| II    | Berounský, Bystřický a Plzeňský                        | 1908       | 101                                      | 373         |
| III   | Kralovický, Vlašimský a Zbraslavský                    | 1909       | 107                                      | 363         |
| IV    | Kolínský a Rokycanský                                  | 1910       | 113                                      | 319         |
| V     | Libocký                                                | 1911       | 118                                      | 172         |
| VI    | Sedlčanský a Votický                                   | 1912       | 123                                      | 227         |
| VII   | Slanský                                                | 1913       | 127                                      | 350         |